# Pagaronia continentalis
Pagaronia continentalis är en insektsart som beskrevs av Anufriev 1970. Pagaronia continentalis ingår i släktet Pagaronia och familjen dvärgstritar. Inga underarter finns listade i Catalogue of Life.